# 开普勒4b
开普勒4b是开普勒太空望远镜首次发现的5颗太阳系外行星之一，于2010年1月4日公布。它位于天龙座，环绕恒星开普勒4公转，距离地球约1631光年。它的半径是木星的0.357，是新发现的5颗行星中最小的，亦是开普勒太空望远镜發現的首個熱海王星。

## 命名和歷史

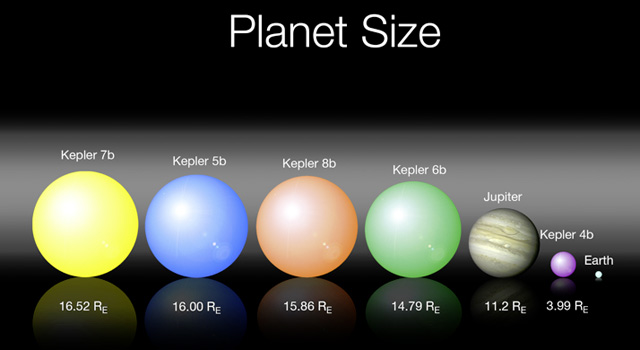
开普勒太空望远镜發現的首五個系外行星的大小比較，其中开普勒4b為紫色球體。

开普勒4b是开普勒太空望远镜發現的第一顆環繞开普勒4公轉的行星，因此得名「开普勒4b」。而开普勒4本身則是开普勒太空望远镜發現的第四顆恆星，因此得名「开普勒4」。天文學家們是透過凌日法發現這個行星的。而开普勒4又名KOI 7，因此這個行星得名「KOI 7.01」。
於2010年1月4日，美國航空航天局在華盛頓哥倫比亞特區美國天文學會第215次會議上，公佈他們發現了开普勒4、开普勒5、开普勒6、开普勒7和开普勒8和它們的行星。在被公佈的行星中，大部份行星的體積皆大於木星，但唯獨开普勒4b的體積小於木星，並僅與海王星相若。因此，开普勒4b是5個行星中體積最小的一個。後來，天文學家們又在夏威夷冒纳凯阿火山凱克天文台確認了开普勒4b的存在。

## 主星
开普勒4，是一顆位於天龍座的類太陽恆星，距離地球約1631光年（550秒差距）。其有效溫度為5857 K，與太陽（5778 K）相近，但體積和質量均大於太陽。其質量為1.2太陽質量，而半徑則為1.5太陽半徑。其估計年齡為45億年，與太陽（45.7億年）非常接近。

## 行星特性

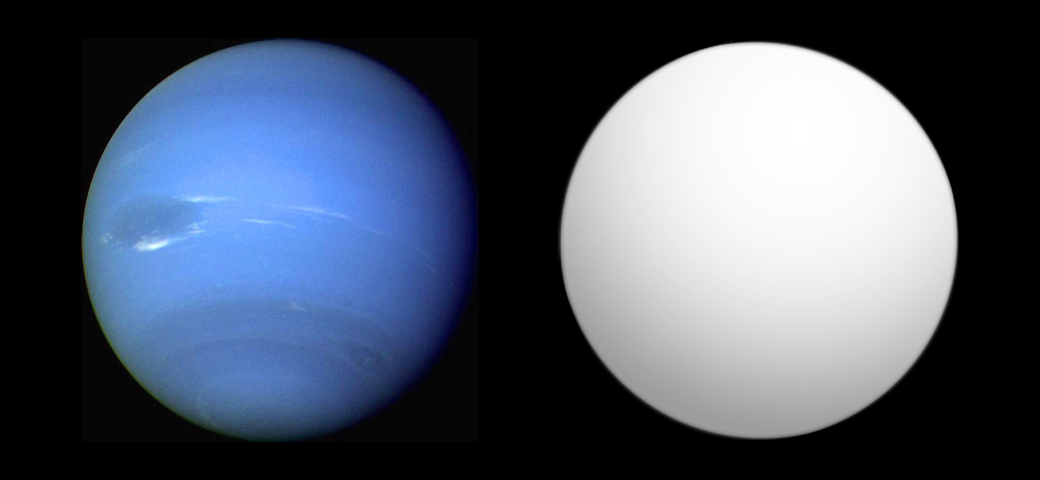
开普勒4b（右）與海王星（左）的大小比較

开普勒4b的軌道周期為3.213天，半長軸長0.046 AU。這顆行星的半長軸差不多是水星半長軸的10%，代表它非常接近其母星。其表面溫度非常高，高於1700 K（2600 ℉），因此被歸類為熱海王星。這比太陽系所有行星的表面溫度還要高，包括金星（表面溫度為735 K）。這顆行星的質量為地球的25倍，而半徑則為地球的4倍。相比而言，海王星的質量為地球的17倍，而半徑則為地球的3.8倍。天文學家們起初假設开普勒4b的軌道離心率為0，但後期資料卻顯示其軌道離心率應為0.25 ± 0.12。